# Жуков Георгій Іванович
Георгій Іванович Жуков (25 березня 1913, село Плотникове, Томська губернія — 21 березня 1994) — учасник Другої світової війни, командир батальйону 362-ї Верхньо-Дніпровської Червонопрапорної стрілецької дивізії, майор. Герой Радянського Союзу (1945).

## Біографія
Народився 25 березня 1913 року в селе Плотникове Олексіївської волості Томського повіту Томської губернії (нині в Новосибірському районі Новосибірської області) в родині селян.
Закінчив 6 класів. У 1929 році переїхав до Новосибірська. Працював на заводі «Труд».
У Червону Армію призваний Новосибірським райвійськкоматом в 1939 році. Закінчив Томське військове піхотне училище. Учасник радянсько-фінської війни 1939—1940 років. Член КПРС з 1942 року.
На фронті Другої світовоїх війни з 24 червня 1941 року, командував батальйоном 362-й Верхньо-Дніпровської Червонопрапорної стрілецької дивізії. Особливо відзначився батальйон під командуванням Г. І. Жукова 15 січня 1945 при прориві сильно укріпленої оборони противника в районі населеного пункту Нова-Мшадла (на південний захід від Пулави) і Зволені (Польща). Чітко організована взаємодія стрільців, саперів і артилеристів забезпечила швидкий успіх. Батальйоном Жукова в цьому бою знищено до трьох рот противника і взято в полон 125 фашистів.
Після війни майор Жуков перебував в запасі. Жив в Одесі. Працював майстром на Одеському механічному заводі.

## Пам'ять
У Новосибірську ім'я Героя Радянського Союзу Георгія Івановича Жукова увічнено на Алеї Героїв біля Монумента Слави.

## Нагороди
Указом Президії Верховної Ради СРСР від 24 березня 1945 командиру батальйону 1210-го стрілецького полку (362-а стрілецька дивізія, 33-я армія, 1-й Білоруський фронт) майору Жукову присвоєно звання Героя Радянського Союзу.
Нагороджений двома орденами Червоного Прапора, орденами Леніна, Олександра Невського, Вітчизняної війни 1-ї та 2-го ступеня, медалями.